# Ribeira Funda (Cabo Verde)
Ribeira Funda (em Crioulo cabo-verdiano (escrito em ALUPEC): R’bera Funda) é uma aldeia na ilha de São Nicolau de Cabo Verde.

## Nota
1. ↑  «Resultados de censo de 2010 na Ilha de São Nicolau». Instituto Nacional de Estatística Cabo Verde. 25 de março de 2014. Consultado em 18 de maio de 2019. Arquivado do original em 11 de março de 2016